# Triumph Street Twin
Die Triumph Street Twin / Speed Twin 900 ist ein unverkleidetes Motorrad des englischen Motorradherstellers Triumph Motorcycles. Das ursprünglich noch als Bonneville Street Twin bezeichnete Modell wurde nach vierjähriger Entwicklungszeit am 28. Oktober 2015 präsentiert. Das Motorrad wird in Chonburi in Thailand endmontiert und ist das Nachfolgemodell der Bonneville SE. Ab dem Modelljahr 2023 änderte sich die Bezeichnung in Speed Twin 900. Nach Produktionsauslauf der Bonneville T100 (LC) Ende 2024 ist es das letzte „Neo-Retro“-Modell von Triumph mit dem 900-cm³-Motor.

## Konzeption
Grundlage für die Street Twin bildet die von 2008 bis 2015 produzierte Bonneville SE. Das Motorrad ähnelt dem Vorgängermodell, wurde aber mit technischen Neuerungen versehen. 2017 wurden auf Basis der Street Twin zwei weitere Modelle der Produktreihe eingeführt: Die Street Scrambler und die Street Cup. Neben optischen Veränderungen unterscheiden sich diese von der Street Twin hauptsächlich durch Bereifung und Federweg, was im Ergebnis zu einem leicht anderen Handling führt.

## Konstruktion

### Antrieb
Angetrieben wird die Street Twin von einem 900 cm³ großen, flüssigkeitsgekühlten, quer eingebauten Reihenzweizylinder. Die Kurbelwelle hat einen Hubzapfenversatz von 270 Grad. Bohrung und Hub sind 84,6 × 80 mm, die Verdichtung beträgt 10,55 : 1. Die elektronische Multipoint-Einspritzanlage wird über Ride-by-Wire gesteuert, das zum ersten Mal von Triumph in der Bonneville-Baureihe eingesetzt wurde. Zusätzlich verfügt das Motorrad über eine Traktionskontrolle und eine Anti-Hopping-Kupplung. Die Kraftübertragung des Fünfganggetriebes erfolgt über einen Kettenantrieb. 2018 erhielt die Serie eine Motorüberarbeitung, die maßgeblich die Leistung von 56 auf 65 PS steigerte.

### Rahmen und Fahrwerk
Das Motorrad hat einen Schleifenrahmen aus Stahl, eine serienmäßig durch Faltenbälge geschützte 41-mm-Teleskopgabel und hinten eine Zweiarmschwinge mit zwei Federbeinen. Als Vorderradbremse ist eine 310-mm-Einscheibenbremsanlage mit einem schwimmend gelagertem Zweikolbenbremssattel eingebaut. Die Hinterradbremse ist eine 255-mm-Einscheibenbremsanlage mit einem schwimmend gelagerten Zweikolbenbremssattel. Beide Bremsen verfügen serienmäßig über ein ABS.